# HD61045
HD61045 — хімічно пекулярна зоря спектрального класу B8, що має видиму зоряну величину в смузі V приблизно  8,0.
Вона  розташована на відстані близько 2013,3 світлових років від Сонця.

## Пекулярний хімічний склад
Зоряна атмосфера HD61045 має підвищений вміст 
Si
.